# Portugalskie królowe

## Dynastia burgundzka
| # | Imię                    |  | Urodzona                | Zmarła                       | Czas rządów | Rodzice |
| - | ----------------------- |  | ----------------------- | ---------------------------- | ----------- | --- |
| 1 | Mafalda Sabaudzka       |  | 1125                    | 1158 Coimbra                 | 1146–1158   | Amadeusz III (1095–1148), hrabia Sabaudii Matylda d’Albon                                                                           |
| 2 | Dulce Berenguer         |  | 1160                    | 1 września 1198 Coimbra      | 1185–1198   | Rajmund Berengara IV (ok. 1113–1162), hrabia Barcelony Petronela (1135–1174), królowa Aragonii, c. Ramiro II Mnicha, króla Aragonii |
| 3 | Urraka Kastylijska      |  | 1186                    | 3 listopada 1220 Coimbra     | 1208–1220   | Alfons VIII Szlachetny (1155–1214), król Kastylii Eleonora Plantagenet (1162–1214), c. Henryka II, króla Anglii                     |
| 4 | Mécia Lopes de Haro     |  | ok. 1215 Biscaia        | ok. 1270 Palencia            | 1239–1246   | Lop Diaz de Haro II, senior Biscaia Urraka Alfons, naturalna córka Alfonsa I Zdobywcy, króla Portugalii                             |
| 5 | Matylda z Boulogne      |  | 1202                    | 1262                         | 1248–1252   | Renald z Dammartin Ida (ok. 1160–1216), hrabina Boulogne, c. Mateusza alzackiego                                                    |
| 6 | Beatrycze Kastylijska   |  | 1242                    | 27 października 1303         | 1253–1279   | Alfons X Mądry (1221–1284), król Kastylii Maria Guillen de Guzman (ok. 1205–1262)                                                   |
| 7 | św. Izabela Aragońska   |  | 1271 Saragossa          | 4 lipca 1336 Santarem        | 1282–1325   | Piotr III Wielki (1239–1285), król Aragonii Konstancja, c. Manfreda, króla Sycylii                                                  |
| 8 | Beatrycze Kastylijska   |  | 1293 Zamora             | 25 października 1359 Lizbona | 1325–1357   | Sancho IV Mężny (1258–1295), król Kastylii Maria de Molina (1265–1321), c. Alfonsa de Molina                                        |
| 9 | Leonor Teles de Menezes |  | ok. 1350 Tras-os-Montes | 27 kwietnia 1386 Tordesillas | 1371–1383   | Martim Afonso Telo de Meneses (ok. 1310–1381), hrabia Barcelos Aldonça de Vasconcelos                                               |

## Dynastia Aviz
| #  | Imię                 |  | Urodzona                     | Zmarła                     | Czas rządów | Rodzice |
| -- | -------------------- |  | ---------------------------- | -------------------------- | ----------- | --- |
| 10 | Filipa Lancaster     |  | 31 marca 1359 Leicester      | 19 lipca 1415 Odivellas    | 1387–1415   | Jan z Gandawy (1340–1399), 1 książę Lancaster Blanka Lancaster (1345–1369), c. Henryka Grosmonta, 1 księcia Lancaster |
| 11 | Eleonora Aragońska   |  | 1402                         | 19 lutego 1449 Toledo      | 1433–1438   | Ferdynand I (1380–1416), król Aragonii Eleonora de Albuquerque (1374–1416), c. Sancha, hrabiego Albuquerque           |
| 12 | Izabela de Coimbra   |  | 1432                         | 2 grudnia 1455 Evora       | 1447–1455   | Piotr d’Aviz (1392–1449), książę Coimbry Izabela (1409–1443), hrabina Urgel, c. Jakuba II, hrabiego Urgel             |
| 13 | Joanna la Beltraneja |  | 28 lutego 1462 Madryt        | 1530 Lizbona               | 1475–1481   | Henryk IV Bezsilny (1425–1474), król Kastylii Joanna (1439–1475), c. Edwarda I, króla Portugalii                      |
| 14 | Eleonora de Viseu    |  | 2 maja 1458 Beja             | 17 listopada 1525 Lizbona  | 1481–1495   | Ferdynand d’Aviz (1433–1470), książę Viseu Beatrycze d’Aviz (1430–1506), c. Jana, księcia Aveiro                      |
| 15 | Izabela z Asturii    |  | 2 października 1470 Palencia | 28 sierpnia 1498 Saragossa | 1497–1498   | Ferdynand II Katolicki (1452–1516), król Aragonii Izabela I Katolicka (1451–1504), c. Jana II, króla Kastylii         |
| 16 | Maria Aragońska      |  | 29 czerwca 1482 Kordoba      | 7 marca 1517 Lizbona       | 1500–1517   | Ferdynand II Katolicki (1452–1516), król Aragonii Izabela I Katolicka (1451–1504), c. Jana II, króla Kastylii         |
| 17 | Eleonora Habsburg    |  | 15 listopada 1498 Bruksela   | 25 lutego 1558 Talavera    | 1518–1521   | Filip I Piękny (1478–1506), król Kastylii Joanna Szalona (1479–1555), c. Ferdynanda II Katolickiego, króla Aragonii   |
| 18 | Katarzyna Habsburg   |  | 14 stycznia 1507 Palencia    | 12 lutego 1578 Lizbona     | 1525–1557   | Filip I Piękny (1478–1506), król Kastylii Joanna Szalona (1479–1555), c. Ferdynanda II Katolickiego, króla Aragonii   |

## Habsburgowie
| #  | Imię                   |  | Urodzona                        | Zmarła                       | Czas rządów | Rodzice |
| -- | ---------------------- |  | ------------------------------- | ---------------------------- | ----------- | --- |
| 19 | Anna Habsburg          |  | 1 listopada 1549 Valladolid     | 26 października 1580 Badajoz | 1570–1580   | Maksymilian II (1527–1576), cesarz rzymski Maria Habsburg (1528–1603), c. Karola I, króla Hiszpanii                             |
| 20 | Małgorzata Austriaczka |  | 25 grudnia 1584 Graz            | 3 października 1611 Escorial | 1599–1611   | Karol II Habsburg (1540–1590), książę Styrii Anna Maria Wittelsbach (1551–1608), c. Albrechta V, księcia Bawarii                |
| 21 | Elżbieta Burbon        |  | 22 listopada 1603 Fontainebleau | 6 października 1644 Madryt   | 1621–1644   | Henryk IV Wielki (1553–1610), król Francji Maria Medycejska (1573–1642), c. Franciszka I Medyceusza, wielkiego księcia Toskanii |

## Dynastia Braganza
| #  | Imię                          |  | Urodzona                       | Zmarła                         | Czas rządów              | Rodzice |
| -- | ----------------------------- |  | ------------------------------ | ------------------------------ | ------------------------ | --- |
| 22 | Ludwika de Guzman             |  | 1613 Sanlúcar de Barrameda     | 6 listopada 1666 Lizbona       | 1640–1656                | Juan Manuel Perez de Guzman, 8 książę Medina-Sidonia Juana Lourença Gomes de Sandoval y la Cerda                                            |
| 23 | Maria Franciszka Sabaudzka    |  | 21 czerwca 1646 Paryż          | 27 grudnia 1683 Lizbona        | 1666–1668                | Karol Amadeusz Sabaudzki (1624–1652), książę Nemours Elżbieta de Bourbon-Vendomé (1614–1664), c. Cezara, księcia Vendomé                    |
| 23 | Maria Franciszka Sabaudzka    |  | 21 czerwca 1646 Paryż          | 27 grudnia 1683 Lizbona        | 1683                     | Karol Amadeusz Sabaudzki (1624–1652), książę Nemours Elżbieta de Bourbon-Vendomé (1614–1664), c. Cezara, księcia Vendomé                    |
| 24 | Maria Zofia von Pfalz-Neuburg |  | 6 sierpnia 1666 Brevath        | 4 sierpnia 1699 Lizbona        | 1687–1699                | Filip Wilhelm (1615–1690), elektor-palatyn Renu Elżbieta Amalia Magdalena (1635–1709), c. Jerzego II, landgrafa Hessen-Darmstadt            |
| 25 | Maria Anna Habsburg           |  | 7 września 1683 Linz           | 14 sierpnia 1754 Lizbona       | 1708–1750                | Leopold I Habsburg (1640–1705), cesarz rzymski Eleonora Magdalena von Pfalz-Neuburg (1655–1720), c. Filipa Wilhelma, elektora-palatyna Renu |
| 26 | Marianna Wiktoria Burbon      |  | 31 marca 1718 Madryt           | 15 stycznia 1781 Lizbona       | 1750–1777                | Filip V Burbon (1683–1746), król Hiszpanii Elżbieta Farnese (1692–1766), c. Edwarda II, księcia Parmy                                       |
| 27 | Maria I                       |  | 17 grudnia 1734 Lizbona        | 20 marca 1816 Rio de Janeiro   | 1777–1816                | Józef I (1714–1777), król Portugalii Maria Wiktoria Burbon (1718–1781), c. Filipa V, króla Hiszpanii                                        |
| 28 | Charlotta Joachima Hiszpańska |  | 25 kwietnia 1775 Aranjuez      | 7 stycznia 1830 Queluz         | 1816–1826                | Karol IV Burbon (1748–1819), król Hiszpanii Maria Ludwika Burbon (1751–1819), c. Filipa, księcia Parmy                                      |
| 29 | Maria Leopoldyna Habsburg     |  | 22 stycznia 1797 Wiedeń        | 11 grudnia 1826 Rio de Janeiro | 1826                     | Franciszek I Habsburg(1768–1835), cesarz Austrii Maria Teresa Burbon (1772–1807), c. Ferdynanda I, króla Obojga Sycylii                     |
| 30 | Maria II                      |  | 4 kwietnia 1819 Rio de Janeiro | 15 listopada 1853 Lizbona      | 1826–1828 oraz 1834–1853 | Piotr IV (1798–1834), król Portugalii i cesarz Brazylii Maria Leopoldyna Habsburg (1797–1826), c. Franciszka I, cesarza Austrii             |

## Koburgowie
| #  | Imię                              |  | Urodzona                    | Zmarła                      | Czas rządów | Rodzice |
| -- | --------------------------------- |  | --------------------------- | --------------------------- | ----------- | --- |
| 31 | Stefania Hohenzollern-Sigmaringen |  | 1837 Schloss Krauchenwies   | 1859 Lizbona                | 1858–1859   | Karol Antoni (1811–1885), książę Hohenzollern-Sigmaringen Józefa Fryderyka Ludwika (1813–1900), c. Karola, wielkiego księcia Badenii |
| 32 | Maria Pia Sabaudzka               |  | 16 października 1847 Turyn  | 5 lipca 1911 Stupinigi      | 1861–1889   | Wiktor Emanuel II (1820–1878), król Włoch Maria Adelajda Habsburg (1822–1855), c. arcyksięcia Rainera Habsburga                      |
| 33 | Amelia Orleańska                  |  | 28 września 1865 Twickenham | 25 października 1951 Wersal | 1889–1908   | Ludwik Filip Orleański (1838–1894), hrabia Paryża Maria Izabela Orleańska (1848–1919), c. Antoniego, księcia Montpensier             |